# Георги Попиванов (комунист)
Георги Попиванов Георгиев е български комунист.

## Биография
Георги Попиванов е роден на 6 май 1896 година или на 10 август 1897 година в мелнишкото село Спатово, тогава в Османската империя. Учи в Сярското българско педагогическо училище, а след Балканските войни завършва Кюстендилската гимназия. Участва в Първата световна война като командир на картечен взвод на Македонския фронт.
Става учител, попада под влияние на комунистически идеи и става член на Българската комунистическа партия. След войната основава комунистическа организация в Петричко. Избран е за член на Окръжната постоянна комисия в Петрич. В 1921 - 1923 година е околийски организатор на комунистическата партия в Свети Врач. Влиза в конфликт с ВМРО и заедно с Тома Воденичаров от Хотово организират комунисти от селата Хотово и Спатово за недопускане на присъствие на ВМРО в тях. През септември 1923 година участва в организирането на Септемврийското въстание. В Петричко и Мелнишко въстание няма, но след потушаването на въстанието Попиванов е арестуван в Спатово и затворен в Свети Врач, където е измъчван. След освобождаването му е заловен от ВМРО и убит на 30 септември 1923 година в Смилово край Свети Врач.